# Exotic (album)
Exotic – drugi album węgierskiego zespołu muzycznego Exotic, wydany w 1989 roku przez Hungaroton-Favorit na MC i LP. Nagrań dokonano w „P” Stúdió. Szczególny sukces odniosła na Węgrzech znajdująca się na albumie piosenka „Trabant”.

## Lista utworów
Źródło: discogs.com

### Strona A
1. „Ne hazudj nekem” (4:17)
2. „Addig legyetek boldogok” (4:09)
3. „Bizonytalan mosoly” (3:52)
4. „Áll a bál” (2:57)
5. „Hamvas barack” (5:09)

### Strona B
1. „Trabant” (4:17)
2. „Nevet az ország” (3:15)
3. „Havi 200” (3:02)
4. „Maribu” (2:55)
5. „Idegen ágyakon” (3:17)
6. „Pofonfürdő ” (3:28)

## Skład zespołu
- Tamás Sípos – wokal
- István Tabár – syntezator
- Zoltán Tabár – gitara basowa
- István Csík – perkusja
- Gábor Vilmányi – gitara
- Beatrix Lastofka – wokal wspierający